# Villequier
Villequier ist ein Ortsteil von Rives-en-Seine, eine Commune déléguée mit 663 Einwohnern (Stand 1. Januar 2022) und eine ehemalige französische Gemeinde im Département Seine-Maritime in der Region Normandie. Die Gemeinde gehörte zum Arrondissement Rouen und zum Kanton Notre-Dame-de-Gravenchon (bis 2015: Kanton Caudebec-en-Caux). Die Einwohner werden Villequiérais genannt. 
Mit Wirkung vom 1. Januar 2016 wurden Villequier und die Gemeinden Caudebec-en-Caux und Saint-Wandrille-Rançon zur Commune nouvelle Rives-en-Seine zusammengelegt.

## Geografie
Villequier liegt etwa 32 Kilometer westnordwestlich von Rouen an der Seine.

## Bevölkerungsentwicklung
| 1962                      | 1968 | 1975 | 1982 | 1990 | 1999 | 2006 | 2013 |
| ------------------------- | ---- | ---- | ---- | ---- | ---- | ---- | ---- |
| 740                       | 773  | 752  | 769  | 822  | 808  | 765  | 755  |
| Quelle: Cassini und INSEE |      |      |      |      |      |      |      |

## Sehenswürdigkeiten
- Kirche Saint-Martin
- Kirche Saint-Pierre in Bébec
- Kapellen von Barre-y-Va
- Schloss Villequier aus dem 17. Jahrhundert
- Herrenhaus Les Rocques
- Musée Victor Hugo

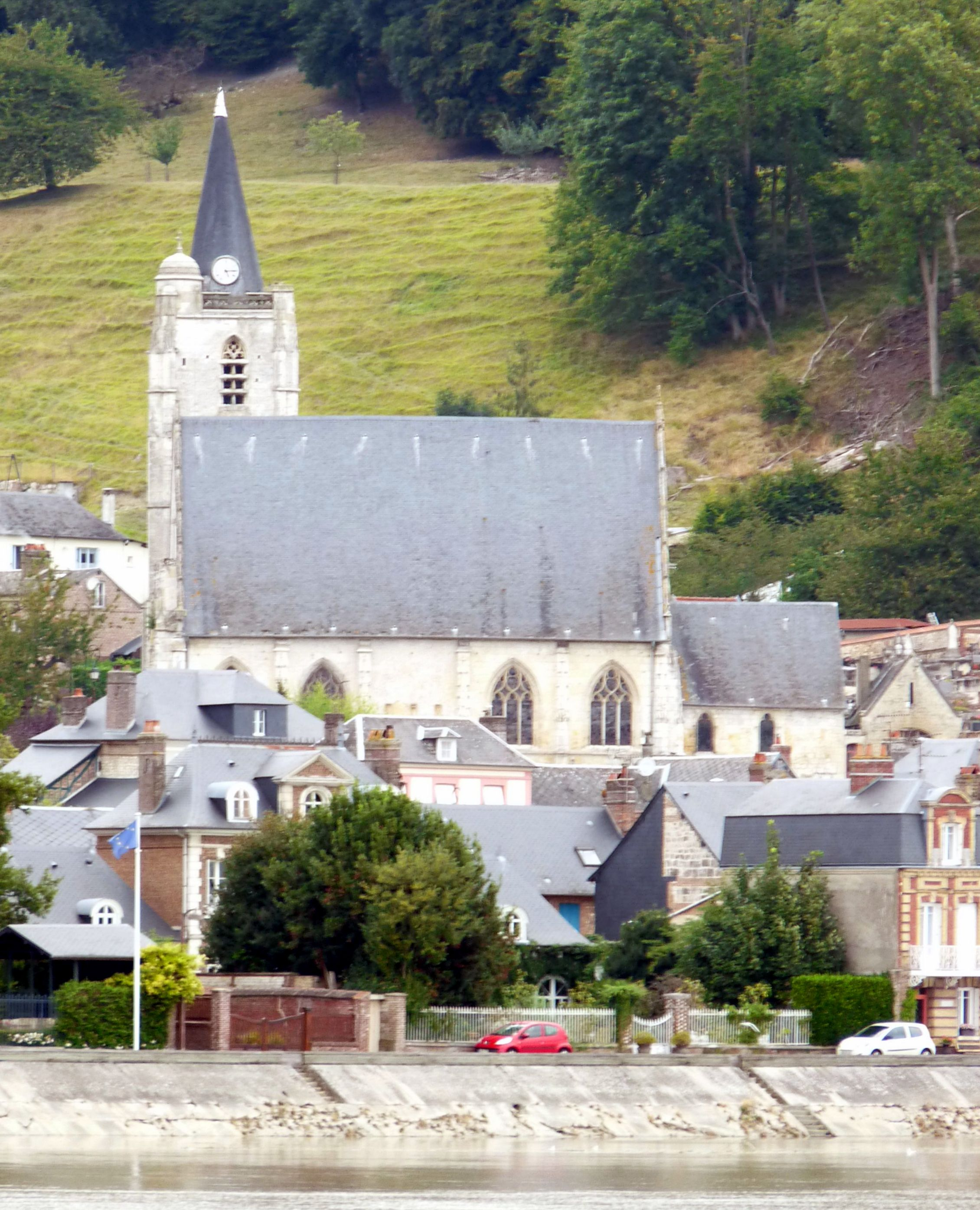
Kirche Saint-Martin
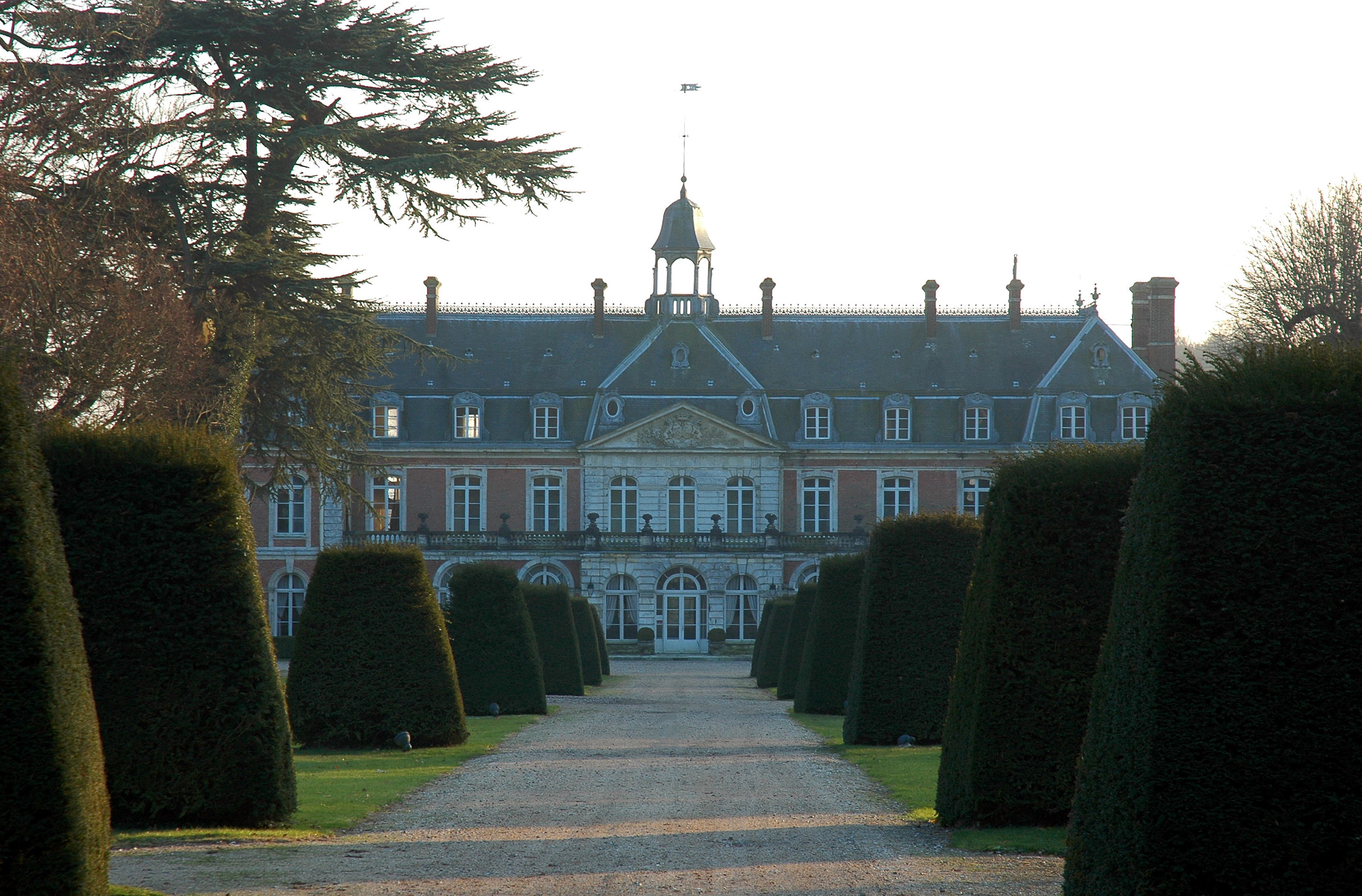
Schloss Villequier
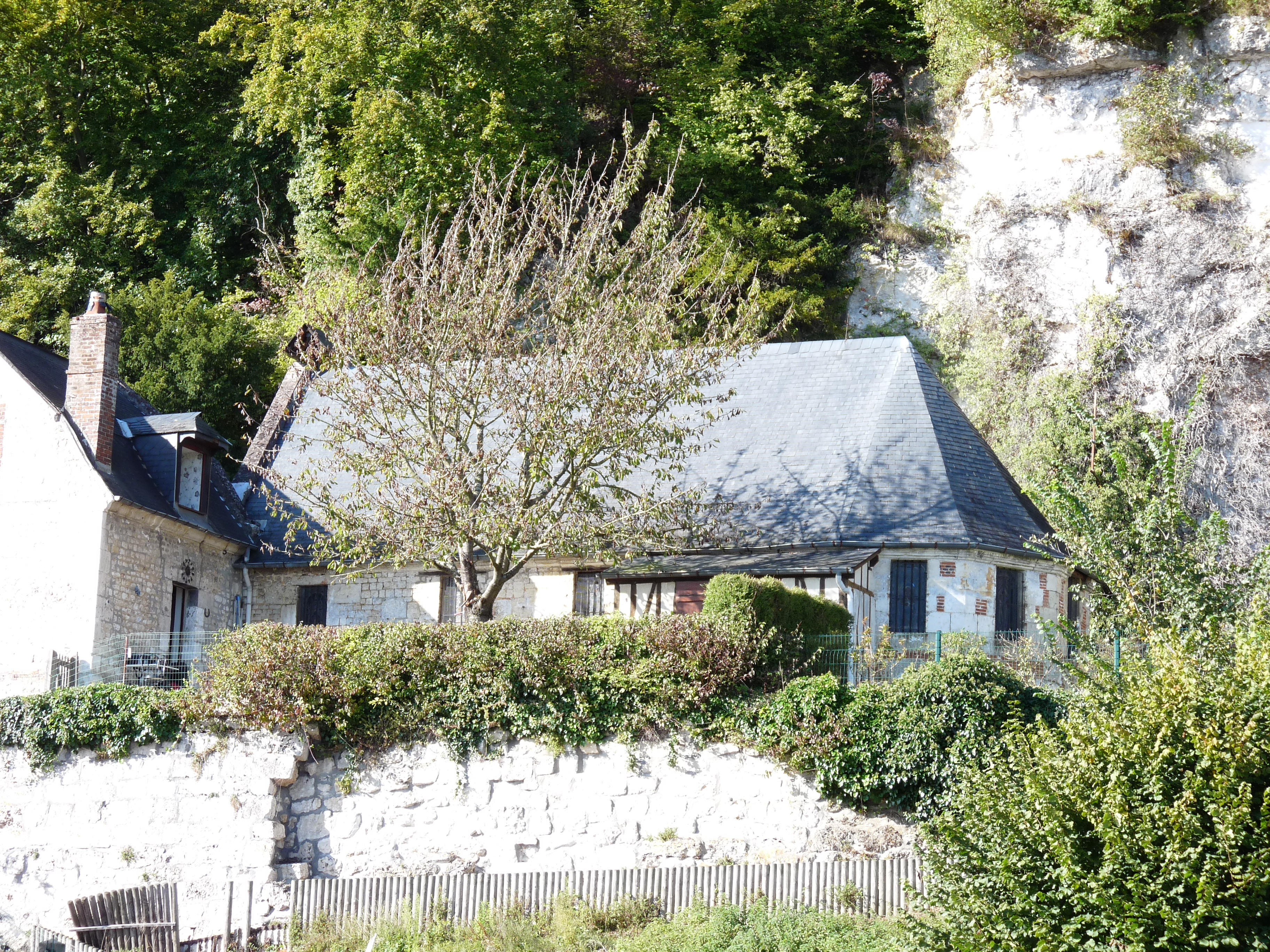
Kapellen von Barre-y-Va

## Persönlichkeiten
- Adèle Foucher (1803–1868), Ehefrau Victor Hugos
- Léopoldine Hugo (1824–1843, in Villequier ertrunken), Tochter Victor Hugos
- Auguste Vacquerie (1819–1895), Schriftsteller